# Муравьёва, Нонна Александровна
Но́нна Алекса́ндровна Муравьёва (31 июля (13 августа) 1906 года, Каменка, Кинешемский уезд, Костромская губерния, Российская империя — 2 января 1986, Москва, РСФСР) — советский государственный, партийный и общественный деятель, министр социального обеспечения РСФСР (1952—1961), председатель Центральной ревизионной комиссии КПСС (1961—1966).

## Биография

### Ранние годы
Нонна Муравьёва родилась 31 июля (13 августа) 1906 года в семье рабочих. С 14-ти лет работала на красильно-отделочной фабрике в Каменке (1920—1923). В этот период вступила в комсомол. В 1923—1926 годах работала на льноткацкой фабрике в Новописцово.

«Здесь она с головой уходит в кипучую общественную жизнь, характерную для комсомольской молодёжи 20-х годов: участвует в собраниях, воскресниках, физкультурном кружке, в устной газете „Синяя блуза“. Вместе со своими сверстниками она не раз выезжала с концертами самодеятельности в подшефные деревни Афоново, Насакино, Олтухово и др. Нонна становится пионервожатой — одной из первых в вичугском крае. Именно в это время начали проявляться её недюжинные организаторские способности» (К. Балдин «Вичугская сторона», Иваново, 2002, стр. 217).

В 1926 году вступила в ВКП(б). В период 1926—1930 годов была воспитательницей в детском доме «Коммуна № 1», который сначала размещался в Вичуге, а затем был переведён в Старую Вичугу. В 1938 году окончила Всесоюзную промышленную академию лёгкой промышленности им. В. М. Молотова.

### Партийная работа и государственная служба
С 1930 года — на партийной работе.

Муравьёва (в центре фото) на 2-й конференции сторонников мира (1950)

- 1930—1931 годы — заведующий агитационно-массовым сектором парторганизации фабрики им. Красина в Старой Вичуге,
- 1931 года — инструктор женского отдела Ивановского областного комитета ВКП(б),
- 1932—1934 годы — заведующая женским отделом Ивановского областного комитета ВКП(б).
- 1938—1939 годы — директор прядильно-ткацкой фабрики «Серп и Молот» (г. Пушкино Московской области),
- 1939—1944 годы — заместитель наркома лёгкой промышленности РСФСР,
- 1944—1946 годы — директор Научно-исследовательского института лубочных волокон,
- 1946—1952 годы — председатель ЦК профсоюза рабочих текстильной промышленности,
- 1952—1961 годы — министр социального обеспечения РСФСР.
- 1961—1966 годы — председатель Центральной ревизионной комиссии КПСС[1],
- 1961—1966 годы — председатель Комиссии по установлению персональных пенсий при Совете Министров СССР,

С июля 1966 года — член Комитета партийного контроля при ЦК КПСС.
Член Центральной ревизионной комиссии КПСС (1956—1971). Депутат Верховного Совета СССР 6-го созыва. Депутат Депутаты Верховного Совета РСФСР 3-5-го созывов.

### Общественная работа
С 1974 года Муравьёва на пенсии. Она работала заместителем председателя Общества советско-финской дружбы и культурных связей, была членом Комитета советских женщин.

### Смерть
Нонна Александровна Муравьёва умерла 2 января 1986 года. Она похоронена на Новодевичьем кладбище в Москве.

## Награды и звания
- орден Трудового Красного Знамени (15.08.1956)
- орден «Знак Почёта» (20.07.1940) — за перевыполнение плана 1939 года, успешную работу и проявленную инициативу в деле выполнения специальных заказов Правительства (по лёгкой промышленности) и ещё три ордена, медали
- Почётный гражданин года Вичуги

## Память
- В 1982 году в Вичуге учреждена премия имени Муравьёвой, вручаемая лучшим женщинам-активисткам города